# Zucchero

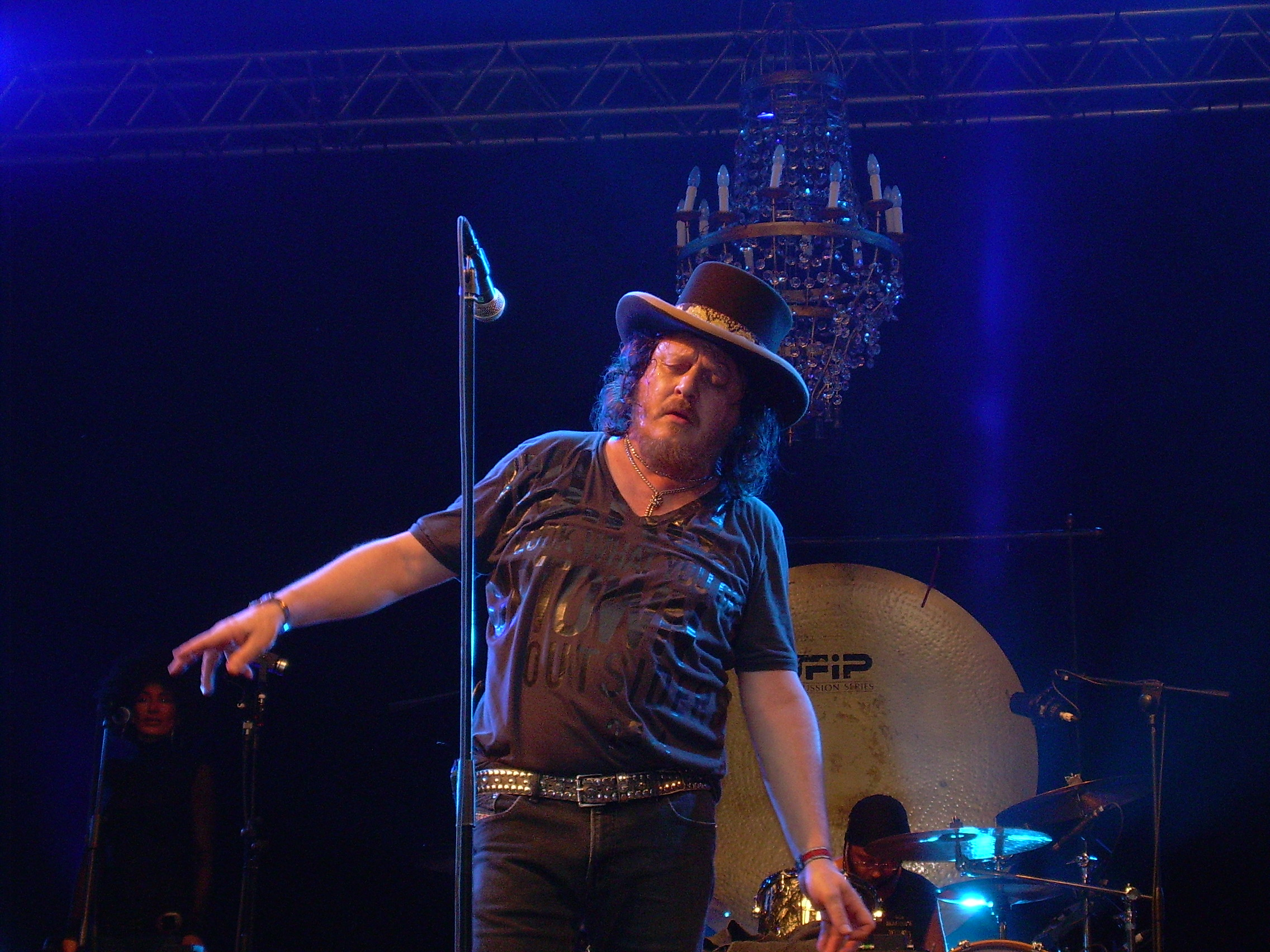
Zucchero på Skanderborg Festival 2007 i Danmark.

Zucchero, född Adelmo Fornaciari 25 september 1955 i Reggio nell'Emilia, Emilia-Romagna, är en italiensk sångare. Han är sedan mitten av 1980-talet en framgångsrik artist i sitt hemland. Internationellt är han mest känd för låten "Senza una donna" (Without a woman), som är en duett med Paul Young. Han har också spelat in duetter med bland annat Sting, Luciano Pavarotti, Andrea Bocelli, Elton John, Brian May, Eric Clapton, Randy Crawford, Miles Davis och BB King.